# 厄尔河畔拉朗德
厄尔河畔拉朗德（法語：La Lande-sur-Eure，法語發音：[la lɑ̃d syʁ œʁ] ⓘ）是法国奥恩省的一个旧市镇，位于该省东部偏南，属于莫尔塔涅欧佩什区。2016年1月1日，厄尔河畔拉朗德和相邻的另外7个市镇合并为新市镇隆尼莱维拉日（Longny les Villages）

## 地理
厄尔河畔拉朗德（48°33'27"N, 0°51'51"E）面积15.78 平方千米，位于法国诺曼底大区奧恩省，该省份为法国西北部内陆省份，北起顺时针与卡爾瓦多斯省、厄尔省、厄尔-卢瓦省、萨尔特省、马耶讷省和芒什省接壤。
与厄尔河畔拉朗德接壤的市镇（或旧市镇、城区）包括：维达姆堡、厄尔河畔讷伊、勒马日、马尔尚维尔、穆利桑。
厄尔河畔拉朗德的时区为UTC+01:00、UTC+02:00（夏令时）。

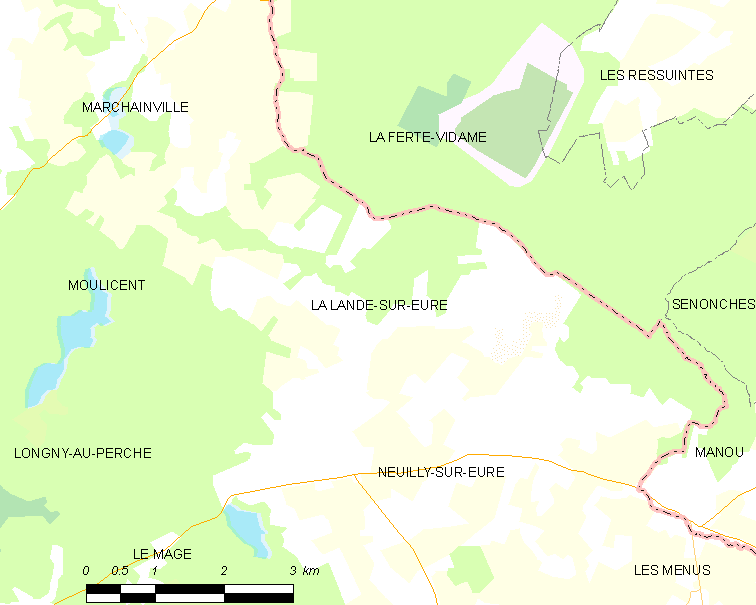
厄尔河畔拉朗德的OSM定位图

## 行政
厄尔河畔拉朗德的邮政编码为61290，INSEE市镇编码为61220。

## 政治
厄尔河畔拉朗德所属的省级选区为图鲁夫尔欧佩什县。

## 人口

1962-2008年间厄尔河畔拉朗德人口变化图示

厄尔河畔拉朗德于2018年1月1日时的人口数量为163人。